# André-Bernard Ergo
André-Bernard Ergo, né en 1936, est un chercheur belge spécialisé en agriculture tropicale. Il est l'auteur de livres consacrés à l'histoire du Congo belge et à ses recherches agronomiques lors de son activité au AfricaMuseum (Musée Royal (fédéral) de l'Afrique centrale) et de son centre de recherche agronomique, le CIDAT, à Tervuren

## Biographie
André-Bernard Ergo est né en 1936 dans la Basse-Sambre industrielle, à Auvelais. Après des humanités math-sciences chez les Frères des écoles chrétiennes à Malonne puis à Namur, il a été actif dans les mouvements de jeunesse de sa commune : il a été durant cinq ans chef de troupe scoute à la Xe Unité FSC de Namur, où il avait été fortement influencé par son chef de meute, le poète wallon Willy Félix et par son chef de troupe Yves de Wasseige.
Il suit une formation supérieure de biostatisticien chez le professeur Pierre Dagnelie de la Faculté agronomique de Gembloux. Il décroche le diplôme d'ingénieur technicien en 1963 à l'Institut supérieur industriel en agronomie (ISIa) de Huy. Il obtient ensuite un master en sciences de l’ingénieur industriel en agronomie et est élu comme parrain de la promotion 2012 des ingénieurs diplômés du campus ISIa de Huy.
Après l'École des Troupes blindées durant son service militaire, il devient officier de réserve au 4e régiment de chasseurs à cheval à Werl en Allemagne, puis fait une carrière de chercheur aux Plantations' Group d’Unilever en Afrique (research officer au Congo et research officer-field manager au Cameroun) avant de revenir comme conseiller scientifique en station de recherches à Tervueren (CIDAT : Centre d’informatique appliquée au développement et à l’agriculture tropicale) et d’y finir sa carrière. En 1986 il obtient la notoriété scientifique et, en 1989, le titre professionnel d'ingénieur européen FEANI. Dès 1970, membre du conseil d'administration de son réseau alumni, l'AIHy (« association des ingénieurs en agronomie de Huy ») il en est élu président de 1988 à 1991 puis président honoraire à partir de 1992. Il a été président de l’Union francophone des ingénieurs industriels belges de 2000 à 2004 et, à ce titre, il a siégé au Comité national belge de la FEANI.
II est membre du Cercle royal namurois des Anciens d'Afrique (1910) et membre de Mémoires du Congo belge et du Ruanda-Urundi (2002). A-B. ERGO est décédé soudainement à Tienen le 21 octobre 2020 où ses cendres reposent au cimetière.

## Écrits
Il est auteur de nombreux livres scientifiques répertoriés dans le catalogue du Musée royal de l’Afrique centrale.(21 livres :Publications du CIDAT, 2 livres :Économie-Documentation). 
Depuis sa mise à la retraite jusqu'à son décès en 2020, il publie des livres relatifs à l’histoire des sciences du Congo belge et des chroniques bibliographiques de chercheurs agronomes sur le site Internet du réseau alumni de 'AIHy.org'.
- En langue néerlandaise : Tienenaars in Kongo, éditeur Museum Het Torreke Tienen Belgique, 1989, 120 p.
- Des bâtisseurs aux contempteurs du Congo belge : L’Odyssée coloniale, L’Harmattan, 2005, 310 p. (ISBN 978-2-7475-8502-6, BNF 40000958, présentation en ligne).
- L’Héritage de la Congolie : Naissance d’une nation en Afrique centrale, L’Harmattan, 2007, 287 p. (ISBN 978-2-296-03450-1, présentation en ligne).
- Congo belge : La Colonie assassinée, L’Harmattan, 2008, 274 p. (ISBN 978-2-296-07341-8, lire en ligne).
- Congo (1940-1963) : Fracture et Conséquences, L’Harmattan, coll. « Etudes africaines », 2011, 290 p. (ISBN 978-2-296-55219-7, OCLC 741558651).
- L'Etat indépendant du Congo 1885-1908 : d'autres vérités, Paris, Harmattan, 2013, 164 p. (ISBN 978-2-343-01622-1, OCLC 863933868, BNF 43699744)